# Hugh Cavendish
Richard Hugh Cavendish (né le 2 novembre 1941), est un homme politique et propriétaire foncier conservateur britannique.
Lord Cavendish possède Holker Hall et son domaine de 17 000 acres surplombant la Baie de Morecambe en Cumbria. La propriété est entrée dans cette branche de la famille Cavendish via son grand-père, Lord Richard Cavendish.

## Biographie
Formé au Collège d'Eton, il est créé pair à vie en tant que baron Cavendish de Furness, de Cartmel dans le comté de Cumbria, par Margaret Thatcher le 17 mai 1990 et sert de Lord-in-waiting (1990–92). Lui et son fils, l'hon. Freddy Cavendish, sont héritiers potentiels du duché de Devonshire.
Lord Cavendish est le président du Holker Estate Group  et préside également la Morecambe and Lonsdale Conservative Association (1975–78) ainsi que le conseil des gouverneurs de la St Anne's School, Windermere (1983–89). Il est actuellement administrateur de Nirex Ltd (depuis 1993) et est haut shérif de Cumbria (1978–79) et membre du conseil du comté de Cumbria (1985–1990). Il est président de la Dry Stone Walling Association of Great Britain en 2008. Il est également président de la Burlington Stone Company .
Lord Cavendish est le président du South Cumbria Rivers Trust .

## Mariage
Hugh Cavendish épouse, en 1970, Grania Caulfeild. Ils ont un fils, Frederick Cavendish et deux filles, Lucy Cavendish et Emily Cavendish. Ils ont trois petits-enfants, Hector Harper, Henry Cavendish et Agnes Gibbons.